# Ротонда (літературне об'єднання)

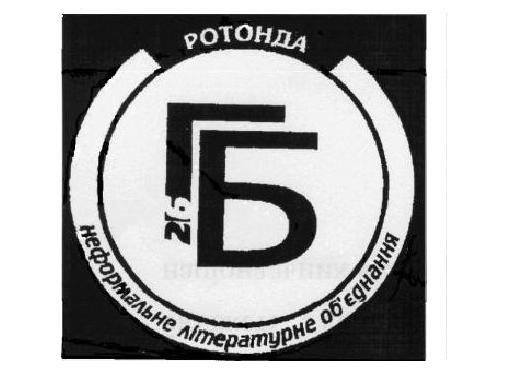
лого

НЛО «Ротонда» — неформальне літературне об'єднання (горянська братія). Названа на честь одного з найдавніших українських храмів Горянська ротонда (Закарпаття).
Творча ініціатива заснована наприкінці 2005 року (за деякими версіями початок 2006 року) в місті Ужгород Закарпатської області молодими письменниками: Віктором Ковреєм, Валентином Кузаном, Андрієм Любкою, Ірисею Ликович, Інною Мочарник. Пізніше долучився Лесь Белей. Також свого часу до кола входили: Христина Вінявська, Світлана Лісовська. Братія стала осередком неформального культурного життя Закарпаття.
Об'єднання частково перебрало на себе дії Закарпатської обласної організації Національної спілки письменників України, пожвавлюючи літпроцес у краї (2006—2009). 2009 року увійшла в Асамблею митців «Ротонда» (Закарпатську обласну громадську неприбуткову молодіжну організацію). Силами НЛО «Ротонда» та партнерів в Ужгороді проведено десятки літературних, музичних акцій та художніх виставок і перформенсів.

## Літературні події
- 2006 — «начхати на аванґард» (осінні медитації),
- 2006 — «культовий постмодерн» (зимові медитації) —в рамках Ужгородського книжкового ярмарку «Книжковий Миколай»,
- 2007 —  «апоЛІТрада»,
- 2007 — «Літературний голодомор»,
- 2008 — «ХХ століття SNEK»,
- 2008 — «Лікбез від НЛО «Ротонда»,
- 2006-2009 — «геловінські витребеньки» (цвинтарні декламації),
- 2010 — «Осінні медитації-2»,
- 2010 — «Вічна пам'ять Ужгороду!»,
- 2014 — «Коли ти прийдеш у Спа…»,
- 2016 — «Х років НЛО «Ротонда».

### Фестивалі
- Щорічний АртФест «Березневі коти» (2006—2018).
- 4-ри міждисциплінарних (поезія-малярство-музика) синтез-проекти «Екле» (з 2008 року).

### Слеми
- «Битва поетів» (2007),
- 6 ерослемів «купАж» на ЕротАртФестах: «Березневі коти-3-8» (2008-13),
- «битва За карпати» (2009),
- «Свірж» (2009),
- «Мертві поети» (2010).

### Формація друкувалася
- «Двоїна» (2 номер) часопису Київська Русь за 2008 рік,
- журнал «Нова проза»,
- журнал «Дніпро»,
- альманахах «Джинсове покоління»
- «Корзо» (Джинсове покоління-2).

Арт-проект «Карпатська саламандра» — літчитання «РОТОНДИ» в райцентрах Закарпаття (Мукачеве-Іршава-Виноградів-Хуст, пошук талановитої молоді) та вихід у світ однойменної проекту альманаху текстів і картин творчої молоді краю, презентація якої відбулася в рамках того ж таки «Миколаю», на фестивалі — «Битві поетів», що тривав два дні, поєднуючи в собі: творчі зустрічі в Ужгородському університеті презентації на книжковому ярмарку та Перший відкритий поетичний чемпіонат Закарпаття слем-турнір — власне «Битва поетів» (2007), де брали участь, окрім місцевих поетів гості з інших міст України.

### Творчі вечори
Ю.Андрухович, В.Неборак, О.Ірванець (Бу-Ба-Бу); Ю.Іздрик, Т.Прохасько, О.Забужко, Ю.Винничук, О.Бойченко, А.Хаданович, А. Ахілесова, В. Рижков, Н.Манцевич, С.Прилуцький, M.Nagy, M.Habaj,Б.Задура, Z.Baldyga, А.Камінська, M.Burokas В. Декшніс, А. Якучунас, П. Овчарик, та інші, а також художників-перформерів, музикантів, хореографів.
Сакральні читання «Бо» в церкві (ротонді) Перенесення мощів Блаженого Священномученика Теодора Ромжі під акустсупровід з ефектом органу та співпрацею з хоровими колективами (камерним «Cantus» та тріо ужгородської греко-католицької семінарії). Акція ротондівців з благословення єпископа-адміністратора Мукачівської греко-католицької єпархії Мілана Шашіка.

### Виступи
- регулярно в Ужгороді (2006—2012),
- а за межами Закарпаття: на фестивалях — «наЛІТ» (Львів, 2007), «Драбина» (Львів, 2009), «Book Forum Lviv» (Львів, 2012), «Київські лаври» (Київ, 2009), «День Незалежності з Махном» (Гуляйполе, Запорізька область, 2009), «Свірж» (Львівська область, 2009).
- Тур по містах України з презентацією антології ЕротАртФесту «Березневі коти» (Львів-Івано-Франківськ-Київ-Харків-Одеса-Білгород-Дністровський, 2010).

### Друковані проекти
- самвидав «Апокриф» (2 номери — 2005—2006);
- альманах молодіжного фронту мистецтв «Карпатська саламандра» (2008);
- збірка присвячена П. Мідянці «Ротонда в Поета» (2009);
- «Березневі коти» (2010)
- «Березневі коти» (2017).